# Die Toten von Salzburg – Mordwasser
Die Toten von Salzburg – Mordwasser ist ein österreichischer Fernsehfilm der Kriminalfilmreihe Die Toten von Salzburg aus dem Jahr 2019 von Erhard Riedlsperger. Die Erstausstrahlung im ORF erfolgte am 20. März 2019. Im ZDF wurde der Film erstmals am 26. Juni 2019 gezeigt.

## Handlung
In ihrem vierten gemeinsamen Fall untersuchen Major Peter Palfinger und Kriminalhauptkommissar Hubert Mur aus Traunstein einen Mord in Bad Gastein. Hofrat Seywald entschließt sich, die Ermittlungen im Kurort persönlich zu leiten, nicht zuletzt, um dort nebenbei auch Anwendungen gegen sein Rheuma im Gasteiner Heilstollen zu versuchen. Palfinger und seine Assistentin Irene Russmeyer stoßen dabei auf das Problem, dass die Gerichtsmedizin kaum brauchbare Ergebnisse liefert. Denn die Leiche hatte sich in einem Schacht mit heißem Quellwasser befunden, sodass unter anderem der Todeszeitpunkt nicht mehr feststellbar ist und wichtige Spuren vernichtet wurden.
Der Tote wird als Gregor Torbeck identifiziert. Er war der Sohn von Jan Torbeck, einem unbeliebten Investor und Bauunternehmer, der im Ortszentrum vor der Jahrtausendwende verschiedene Objekte aufkaufte, aber anschließend keine Investitionen mehr tätigte und die Objekte verfallen ließ. 
Palfinger verdächtigt zunächst die Mitglieder einer deutschen Einheit des SEK aus München, die in Bad Gastein einen Alpinkurs absolvierten. Jene Kabelbinder, mit denen das Mordopfer fixiert wurde, wurden in der Unterkunft des Teams gefunden. Hauptkommissar Mur soll dabei sicherstellen, dass die österreichischen Behörden objektiv und nicht einseitig zu Ungunsten der deutschen Beamten ermitteln. Rebecca Quast, eine Polizistin des SEK, gibt an, Gregor Torbeck an den Händen mit einem Kabelbinder fixiert zu haben, nachdem er die Kaffeehausbetreiberin Kathrin Wenger belästigt hatte, sie habe ihn aber danach laufen gelassen.
Mur selbst verdächtigt Agrin Dibra, den Betreiber eines Nachtclubs, der Tat. Er hatte mit Gregor Torbeck einen Vorvertrag für die Pacht des Badeschlössels abgeschlossen. Laut Funkzellenauswertung war er zum Tatzeitpunkt am Tatort, seine Fingerabdrücke wurden im leeren Tresor von Torbeck gefunden. Er wollte Geld, das ihm Gregor Torbeck schuldete, zurückholen. Er beschuldigt Jan Torbeck seinen eigenen Sohn umgebracht zu haben, weil der noch zu Lebzeiten sein Erbteil verprasst haben soll.
Die Kriminaltechnik findet über eine DNA-Analyse heraus, dass Jan Torbeck nicht der leibliche Vater von Gregor Torbeck war, sondern Robert Kendelbacher, der aufgrund einer Muskeldystrophie im Rollstuhl sitzt und im heruntergekommenen Grand Hotel de l’Europe von Jan Torbeck ein Museum betreibt. Palfinger vermutet, dass Kendelbacher Gregor Torbeck ermordet hatte, weil er dessen Freundin Kathrin Wenger belästigt hatte, und nun auch vorhat, sich an Jan Torbeck zu rächen, mit dessen mittlerweile verstorbener Frau Maria er ein Verhältnis hatte, aber er wegen seiner Erkrankung die Beziehung damals beendete. Kendelbacher selbst wusste nicht, dass er der Vater von Gregor war. Nachdem er damit droht den Heilstollen zu sprengen wird er schließlich festgenommen.
Nebenhandlung
Parallel zur Klärung des Mordfalls findet Russmeyer, die in der Nähe von Gastein aufgewachsen ist, heraus, dass ihr Vater, als sie acht Jahre war, nicht bei einem Autounfall ums Leben kam, sondern er diesen vorsätzlich verursacht und aufgrund hoher Spielschulden Suizid begangen hatte. Um die Zahlung aus der nur drei Wochen davor abgeschlossenen Lebensversicherung trotzdem zu erhalten, wurde dies als Unfall dargestellt.

## Produktion

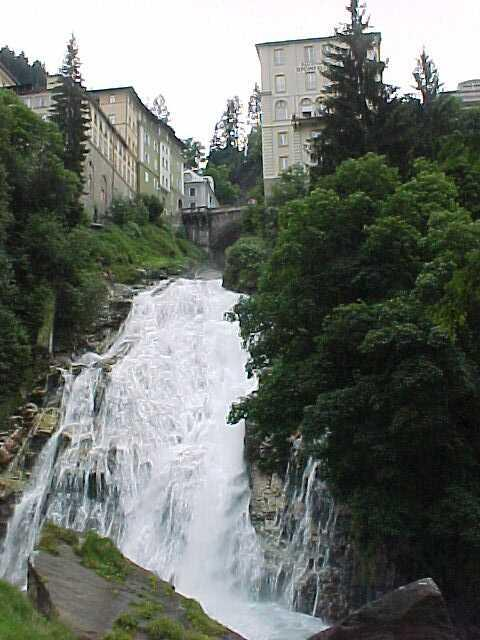
Einer der Drehorte: vor dem Gasteiner Wasserfall

Die Dreharbeiten fanden gemeinsam mit denen zum fünften Teil Wolf im Schafspelz von Juni bis Mitte August 2018 in Salzburg und Bad Gastein statt. Drehorte waren unter anderem zwei Hotels im Ortszentrum von Bad Gastein, der Gasteiner Wasserfall, der Gasteiner Heilstollen und der Stubnerkogel.
Produziert wurde der Film von der Satel Film GmbH, beteiligt waren der Österreichische Rundfunk und das ZDF, unterstützt wurde die Produktion vom Fernsehfonds Austria, dem Land Salzburg und der Stadt Salzburg. Für das Kostümbild zeichnete Christoph Birkner verantwortlich, für das Szenenbild Rudi Zettl.

## Rezeption

### Kritiken
Wilfried Geldner bezeichnete den Film im Weser-Kurier als „Gasteiner Tourismuskrimi“, der in seinem Wortschwall wie ein Gebirgsbach nach dem Dauerregen ausufere. Manche kabarettistische Szene ändere daran nichts. Es sei „nicht leicht für die Heimatkrimi-Macher, landschaftlichen Reiz mit einem glaubhaften Plot zu verbinden, und so muss man auch hier abstrusesten Verwicklungen folgen.“ Wie sich Palfinger und Johannes Krisch als Rollstuhlfahrer mit Muskelschwund „in den Katakomben des leerstehenden Gasteiner Grandhotels bewegen, ihre Beichten und Annäherungen, entschädigt für sonstige Vielplauderei.“
Tilmann P. Gangloff schrieb auf tittelbach.tv, dass der vierte Film der Reihe so ernst sei, dass die notorisch schlechte Laune des bayerischen Beamten Mur hier eher deplatziert wirke. Die kompliziert erzählte Geschichte mute mitunter bemüht rätselhaft an, einige Handlungselemente seien schlicht überflüssig. Reizvoll sei dagegen der Schauplatz: „Bad Gasteins morbider Charme passt perfekt zur Stimmung des Films.“

### Einschaltquote
Den Film verfolgten bei Erstausstrahlung im ORF durchschnittlich 885.000 Zuseher, dies entsprach einem Marktanteil von 30 Prozent.
In Deutschland sahen den Film bei Erstausstrahlung im ZDF 4,95 Millionen Personen, der Marktanteil betrug 20,6 Prozent.